# 알렉산드루 크리스테아
알렉산드루 크리스테아(루마니아어: Alexandru Cristea, 영어: Alexandru Cristii, 1890년 ~ 1942년)는 현 몰도바 국가인 우리의 언어를 작곡한 사람이다.

## 일생
그는 교사 겸 합창단장 겸 작곡가였다. 바실레 코르밀로프 음악학원에서 가브리엘 아파나시우와 키시너우에서 알렉산드루 안토노프스키와 함께 교사로 일했다. 그는 키시너우의 보컬 음악단과 부쿠레슈티의 남학생 체육관의 합창단장으로서 대단했다. 그는 퀸 마더 엘레나 고교의 교사로 발령이 났고, 성 조지 교회에 발령이 났다.

## 작품
대표적으로는 알렉세이 마테에비치(1899년 ~ 1917년)의 시에 노래를 붙여 현 몰도바 국가인 우리의 언어를 제작하였다. 또한, 'Răsplata muncii pentru biserică'를 수상하기도 했다.